# هجدة (تعز)
هجدة هي إحدى قرى الجمهورية اليمنية. تتبع جغرافيا لمحافظة تعز وإداريًا لمديرية مقبنة. يبلغ تعداد سكانها 5740 نسمة حسب الإحصاء الذي جرى عام 2004. 
وهجدة هي بوابة الدخول إلى مدينة تعز عبر طريق الحديدة تعز وتبعد عن مدينة تعز 18 كيلومتر تقريباً
وتعتبر هجدة من اقدم الأسواق حيث كان يقام فيها سوق كل يوم ثلاثاء (حتى الآن) ويعرض فيه العديد من المنتجات مثل 
الجبن البلدي والأسماك الطازجة والمجففة (وزرف والحلويات الشعبية والمنتجات اليدوية مثل المشغولات اليدوية المصنوعة من
سعف النخل (حصير) والاواني الفخارية (فخار حيسي) وغيرها من المنتجات